# Nittionio (kortspel)
Nittionio är ett kortspel för tre spelare, uppfunnet av den brittiske kortspelsspecialisten David Parlett. Spelet är ett sticktagningsspel med en unik form av budgivning och går ut på att vinna exakt det antal stick som bjudits.
En lek med en joker och utan tvåor t.o.m. femmor används, alltså sammanlagt 37 kort. Spelarna får tolv kort var. Det överskjutande kortet vänds upp för att ange trumffärg; detta kort ersätts i fortsättningen av jokern. Spelarna använder tre av sina kort till budgivningen och lägger ned dem med baksidan upp. Färgerna på dessa kort anger enligt en speciell kod det antal stick, mellan noll och nio, som spelaren avser att ta. Spelet om sticken sker sedan med de resterande korten.
De spelare som tagit hem det exakta antalet bjudna stick får poäng för detta; poängen blir högre om bara en eller två lyckats med det. Därutöver kan poäng erhållas på ett par andra sätt. Den högsta möjliga poängen för en spelare i en giv är 99, varav spelets namn.